# Fernando Jardón Ron
Fernando Jardón Ron (16. kolovoza 1916.) je bivši španjolski hokejaš na travi. 
Rodio se u Buenos Airesu u Argentini.
Na hokejaškom turniru na Olimpijskim igrama 1948. u Londonu je igrao za Španjolsku, zajedno s braćom Eduardom i Franciscom. Odigrao je tri susreta.

## Vanjske poveznice
- (šp.) Španjolski olimpijski odbor  Arhivirana inačica izvorne stranice od 4. ožujka 2016. (Wayback Machine) Profil
- Profil na Sports-Reference.com  Arhivirana inačica izvorne stranice od 6. srpnja 2009. (Wayback Machine)